# Nesofregetta
Nesofregetta is een geslacht van vogels uit de familie zuidelijke stormvogeltjes (Hydrobatidae). Het geslacht telt één soort.

## Soorten
- Nesofregetta fuliginosa – Witkeelstormvogeltje